# ローランド・ウリオス
ローランド・ウリオス・フォンセカ（Rolando Uríos Fonseca , 1972年1月27日 - ）はキューバ・グランマ州バヤモ出身の元男子ハンドボール選手。
キューバ代表としてプレーしていたが後にスペイン国籍を獲得し、2004年からスペイン代表としてプレーした。